# 東京都立大久保病院
東京都立大久保病院（とうきょうとりつおおくぼびょういん）は、東京都新宿区歌舞伎町二丁目にある、東京都立病院機構の医療機関（病院）。古くは、東京地方衛生会立大久保病院から始まり、東京府の大久保避病院、東京都の直営である東京都立大久保病院を経て、2004年4月より経営が都から公益財団法人東京都保健医療公社に移管され、更に2022年7月に東京都立病院機構に移行した。東京都区部の区西部医療圏における拠点病院の一つとして位置づけられており、地域医療支援病院の承認を受けている。
東京府時代の1923年（大正12年）9月1日に発生した関東大震災で崩壊するが、帝都復興計画において改築された。1987年（昭和62年）に全面改築のため診療を停止した後、1993年（平成5年）に東京都健康プラザハイジアと一体になった建物が完成した。

## 沿革
- 1879年8月：東京地方衛生会立大久保病院設立。
- 1881年（1886年とも）： 東京府に移管。
- 1943年：東京都制施行に伴い東京都立大久保病院となる。
- 1971年6月：腎不全センター設置。
- 1979年7月：外来棟竣工。
- 1987年7月：全面改築のため7月限りで診療中止。
- 1993年5月：現在の建物（地上18階地下4階）竣工。
- 1993年7月：診療再開。
- 2004年4月1日：東京都保健医療公社に運営を移管し、院名が大久保病院となる。
- 2009年10月30日：地域医療支援病院の承認を受ける。
- 2022年7月1日：東京都立病院機構が発足し、院名が東京都立大久保病院に戻る。
- 2023年7月1日：女性医療センター開設（予定）[4]。

## 診療科目
| - 消化器内科 - 呼吸器内科 - 循環器内科 - 内分泌代謝内科 - 腎内科 - 脳神経内科 | - 消化器・一般外科 - 乳腺・甲状腺外科 - 血管外科 - 整形外科 - 脳神経外科 - 皮膚科 - 泌尿器科・移植外科 - 婦人科 - 眼科 | - 耳鼻咽喉科 - 診療放射線科 - リハビリテーション科 - 歯科口腔外科 - 麻酔科 |

## 主な病院機能
- エイズ治療拠点病院
- 臨床研修指定病院
- 地域医療支援病院

## 交通アクセス
駐車場はなく、最寄り駅は新宿駅、西武新宿駅、東新宿駅、大久保駅、新大久保駅など。